# Дагон (фильм)
«Дагон» (англ. Dagon) — фильм ужасов 2001 года режиссёра Стюарта Гордона. Вольная экранизация произведения Говарда Филлипса Лавкрафта «Тень над Иннсмутом». Премьера состоялась 12 октября 2001 года.

## Сюжет
Пол и Барбара на яхте своих друзей Говарда и Вики путешествуют недалеко от Испании. Сам Пол имеет некоторое отношение к этой стране: ещё в детстве он был увезён из Испании матерью. Внезапно жестокий шторм резко обрушивается на море и бросает яхту, стоящую сравнительно недалеко от берега, на риф. У яхты раскалывается борт, и Вики, которая в этот момент находилась в каюте, ранит ногу и не может её вытащить. На берегу находится деревня, куда за помощью на резиновой лодке пытаются добраться Пол и Барбара. В деревне их ожидает полное запустение, на улицах ни души. Местная церковь вмещает в себе Орден Дагона - мистическую секту, чей руководитель-священник встречает Пола с Барбарой и обещает помощь. Барбара остается на берегу, Пол на катере с одиноким жителем городка плывет на помощь Говарду и Вики - но потерпевшая крушение яхта оказывается брошенной, Говард и Вики исчезли. Пол возвращается назад.
В это время Барбара, по совету священника (у которого между пальцами на руке есть перепонка, как у лягушки), идет в единственный отель в деревне, чтобы позвонить оттуда в полицию. В отеле ее встречает мрачный молчаливый портье, который, на многочисленные просьбы позвонить по телефону, хватает Барбару, та пытается отбиваться, но неожиданно появившийся священник помогает портье похитить женщину. 
Когда Пол добирается до городка, священник говорит ему, что Барбара уехала в Сантьяго за полицией и вернётся через час в отель. Пол решает поселиться в гостинице, но вскоре к нему врывается толпа странных безумных людей, стремящихся его убить. Избежав нападения, Пол скитается по деревне в поисках Барбары, он встречает старика-пьяницу Иезекииля, который открывает ему историю странной деревни.
Реальность оказывается совсем не той, которую ожидал увидеть Пол, — жители деревни Имбоки не являются людьми; единственный, кто остался человеком, — это тот самый пьяница. Все селяне — сектанты, поклоняющиеся богу подводного мира — Дагону, существу, живущему в морской пучине недалеко от Имбоки. Так или иначе, все они являются потомками Дагона, питающего страсть к земным девушкам и насилующего их во время особого ритуала, когда Дагон выныривает из бездны моря. Человеческие лица сектантов содраны живьём с настоящих людей, под ними — рыбьи морды, покрытые шевелящимися червеобразными отростками.
Барбаре уготована такая же роль — жертвы Дагону; найденная Полом в деревне Вики уже стала жертвой, когда была на своей яхте, и она закалывает себя ножом, чтобы не производить на свет новое порождение морской стихии. Сам Пол с ужасом узнаёт, что он — сын старосты деревни, главного рыбочеловека — Ксавьера, и ему предназначается роль мужа собственной сестры, у которой вместо ног — щупальца осьминога…

## В ролях
| Актёр            | Роль      |
| ---------------- | --------- |
| Эзра Годден      | Пол       |
| Макарена Гомес   | Ухия      |
| Ракель Мероньо   | Барбара   |
| Франсиско Рабаль | Иезекииль |
| Брендан Прайс    | Говард    |

## Отличия фильма от произведения
- Фильм является очень вольным пересказом или, скорее, вариацией на тему повести Лавкрафта «Тень над Иннсмутом», поэтому в нем есть большое количество отличий от повести.
- В отличие от книги, действие фильма происходит в Испании, а не в США.
- В отличие от книги, герой фильма попадает в Имбоку в результате кораблекрушения, вызванного, по всей видимости, бурей, которую призвали почитатели культа Дагона. В книге протагонист попадает в Иннсмут в исследовательских целях, совершенно сознательно.
- В отличие от фильма, Дагон как персонаж не фигурирует в повести, в повести имя «Дагон» фигурирует в названии местной секты «Орден Дагона».
- Герой попадает в деревню на резиновой лодке вместе со своей подругой Барбарой, в повести же герой-рассказчик один и прибывает в деревню (городок Иннсмут) на автобусе.
- В отличие от книги, в фильме сектанты Дагона снимают с принесенных в жертву кожу, и надевают ее на себя. В книге эта сюжетная линия полностью отсутствует.
- В повести протагонист встречает старого алкоголика Зедока Аллена еще до того, как его пытаются атаковать и убить в гостинице. В фильме старика зовут Иезекииль.
- В отличие от книги, в фильме героя от попытки самоубийства спасает его сестра, когда тот решает себя поджечь, в книге же сестра героя не фигурирует вовсе, герой благополучно покидает зловещую деревню (городок Иннсмут). Свои родственные связи с рыболюдьми герой книги осознаёт лишь спустя годы после бегства из деревни (городок Иннсмут) и в конце концов решает вернуться к своим истокам, став рыбочеловеком.

## Интересные факты
- Сценарий к фильму был написан более чем за 15 лет до начала съёмок. Основной причиной отказа продюсеров от фильма были рыболюди, которых продюсеры просили заменить на оборотней или вампиров.
- Фильм снимался в Испании. Деревня, на фоне которой происходит действие фильма, практически не изменялась при её съёмках.
- На футболке Пола написано «Мискатоник». Имелось в виду название вымышленного Мискатоникского университета, названного так по имени вымышленной реки Мискатоник, протекающей через вымышленный город Аркхэм.
- Название деревеньки Imboca переводится с испанского языка как "во рту (в пасти)" - Im boca, что четко перекликается с английским названием города в повести Лавкрафта - Инсмаут (In(s) Mouth).
- Призывая Дагона, его почитатели в один голос поют мантру «Ктулху ф"тагн», которая в других произведениях Лавкрафта используется для вызывания бога Ктулху. Режиссер фильма вносит, таким образом, в фильм отсылку к другим произведениям Лавкрафта.
- 24 июля 2013 года в Steam вышла приключенческая компьютерная игра от компании Artifex Mundi под названием Nightmares from the Deep 2: The Siren`s Call, чьи сюжет и визуальный стиль вдохновлены данным фильмом.